# Xatrac àrtic
El xatrac àrtic (Sterna paradisaea) és una au marina de la família dels estèrnids. Aquest ocell té una difusió circumpolar; cria en colònies a l'Àrtida i a regions subàrtiques d'Europa, Àsia i Nord-amèrica (arribant tan al sud com la Bretanya o Massachusetts). Aquesta espècie migra grans distàncies i veu dos estius a l'any en viatjar dels seus terrenys de cria boreals fins als oceans del voltant de l'Antàrtida, i de tornada (uns 38.600 km) cada any. Es tracta de la migració regular més llarga de tots els animals coneguts.
Els xatracs àrtics són ocells de mida mitjana. Mesuren 33-39 centímetres de llarg i tenen una envergadura de 76-85 cm. Les seves plomes són principalment grises i blanques, amb unes potes vermelles i un bec també vermell, tan llarg com el cap, recte, amb una unió pronunciada de les branques mandibulars; té un front blanc, un clatell i coroneta negres amb ratlles blanques, i unes galtes blanques. El mantell gris és de 305 mm, i les escapulars són marrons, amb algunes puntes blanques. La part superior de les ales és grisa amb una vora d'atac blanca, i el coll és completament blanc, tal com el tronc. La cua, notablement bifurcada, és blanquinosa amb algunes plomes grises a la part exterior. La part posterior de la coroneta fins als orificis auditius és negra.
Els xatracs àrtics són aus de gran longevitat, i molts arriben als vint anys. S'alimenten principalment de peixos i petits invertebrats marins. Aquesta espècie és abundant, i s'estima que n'existeix un milió d'exemplars. Tot i que, en general, no es coneix l'evolució de les poblacions d'aquesta espècie, l'explotació que va patir en el passat ha reduït l'abundància d'aquest ocell especialment pel que fa a la seva distribució en les zones més meridionals.

## Distribució i migració
El xatrac àrtic té una distribució d'aparellament circumpolar i contínua; no se'n reconeixen subespècies. Se'l pot trobar en regions costaneres de les parts temperades fredes de Nord-amèrica i Euràsia durant l'estiu septentrional. Mentre passa la hivernada a l'estiu meridional, se'l pot trobar al mar, arribant a la vora sud del glaç antàrtic. La distribució de l'espècie cobreix una superfície d'aproximadament deu milions de km².
El xatrac àrtic és cèlebre per la seva migració; vola des de la seva àrea de cria a l'Àrtic fins a l'Antàrtida, i després torna, una vegada a l'any. Aquest viatge de 19.000 km per trajecte fa que l'ocell vegi dos estius per any, i més llum del dia que qualsevol altra criatura del planeta. Un xatrac àrtic típic viatjarà al llarg de la seva vida una distància igual a anar i tornar a la Lluna (uns 800.000 km). Un exemple de la gran capacitat de vol d'aquest ocell per cobrir llargues distàncies és el d'un xatrac àrtic que fou anellat quan encara no havia plomat, a les illes Farne de Northumberland (Regne Unit) a l'estiu del 1982, i que arribà a Melbourne (Austràlia), l'octubre del mateix any; un viatge per sobre el mar de més de 22.000 km només tres mesos després de plomar. Un altre exemple és el d'un pollet anellat a Labrador (Canadà) el 23 de juliol del 1928. Fou trobat a Sud-àfrica només quatre mesos més tard.
Els xatracs àrtics solen migrar volant a una gran distància de la costa. Per tant, fora de l'època d'aparellament només rarament se'ls veu des de la terra ferma.

## Morfologia i taxonomia

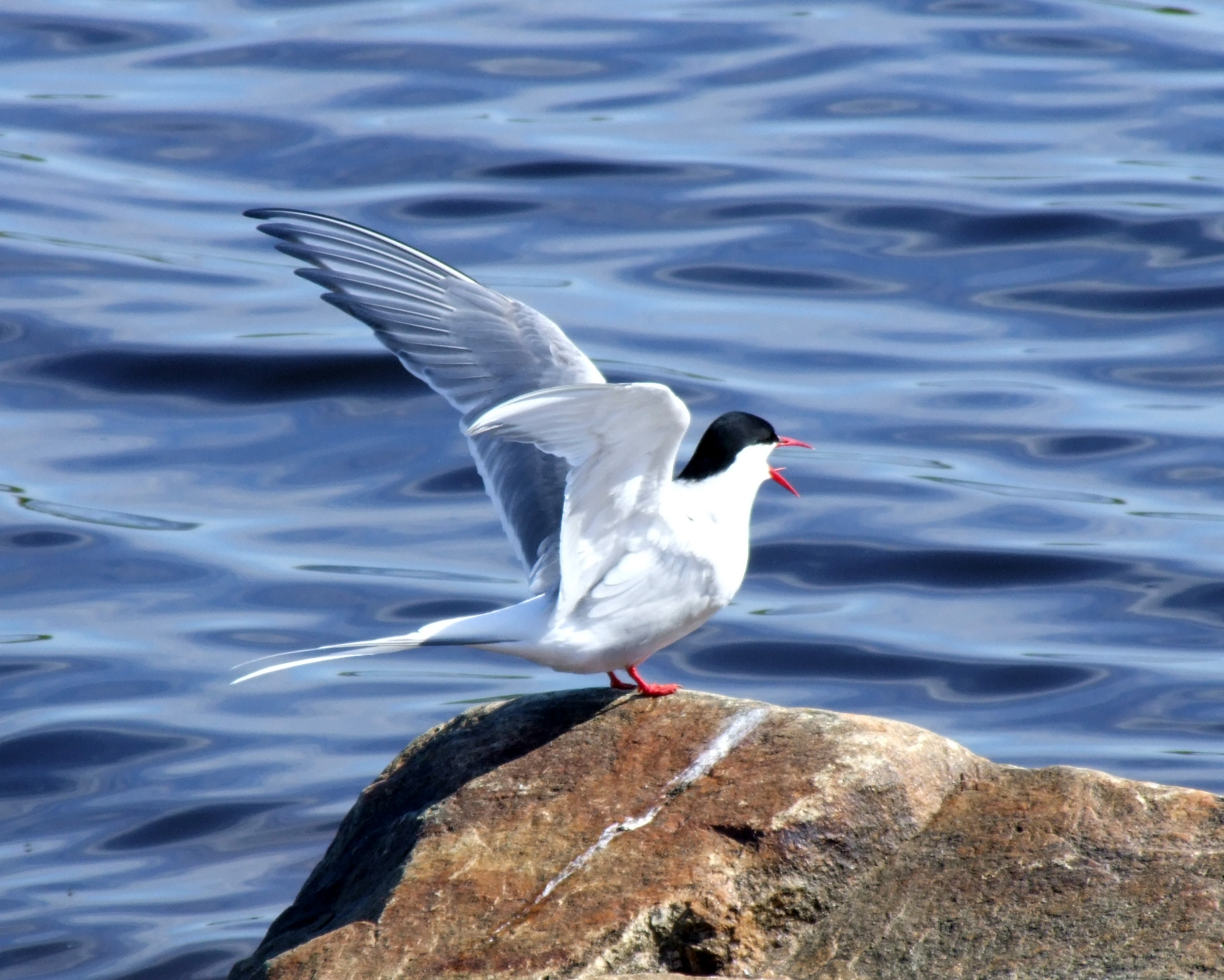
Un xatrac àrtic a Finlàndia.

El xatrac àrtic és un ocell de mida mitjana que mesura aproximadament 33-36 centímetres des de la punta del bec fins a la punta de la cua. Té una envergadura de 76-85 cm i pesa entre 86 i 127 grams. El bec és d'un vermell fosc, igual que les potes, curtes, i els peus palmats. Com la majoria d'estèrnids, el xatrac àrtic té ales amb una alta relació d'aspecte i una cua bifurcada.
El plomatge dels adults per sobre és gris, amb un clatell i una coroneta negres i les galtes blanques. Les parts superiors de les ales són d'un gris pàl·lid, i l'àrea a prop de la punta és translúcida. La cua és blanca, i la part inferior també és d'un gris pàl·lid. Ambdós sexes tenen una aparença similar. El plomatge d'hivern és semblant, però la coroneta és més blanca i els becs més foscs.

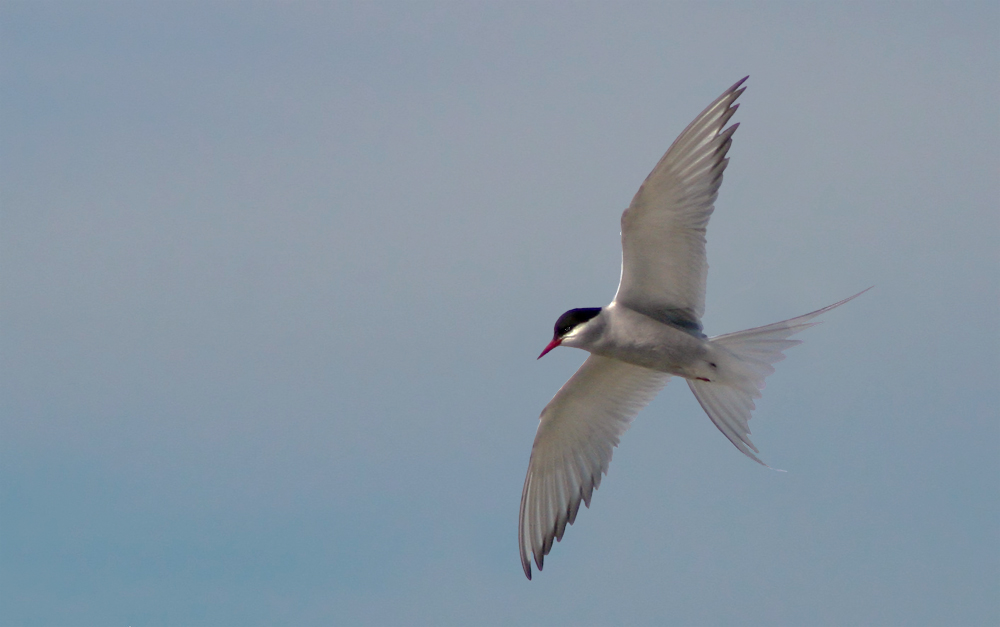
Un xatrac àrtic volant amb les ales esteses.

Els exemplars joves es diferencien dels adults en el bec, les potes negres, les ales d'aparença "escatosa", i un plomatge amb les puntes de les plomes fosques; també tenen una barra carpal negra, i petites plomes a la cua. Durant el seu primer estiu, la part anterior de la coroneta és més blanca.
L'espècie té una bona varietat de vocalitzacions; les més comunes són la "crida d'alarma", emesa quan possibles predadors, com ara humans o altres mamífers, entren a les colònies i la "crida d'avís", emesa quan l'au torna a la colònia i també quan es produeixen agressions. Cada xatrac té una crida d'avís pròpia, i té una funció similar a la del cant dels passerins, ja que serveix per identificar individus. S'han descrit vuit vocalitzacions més, des de les "crides de pidolació" emeses per les femelles durant l'aparellament fins a les "crides d'atac" que fan servir quan es llancen en picat contra els intrusos.
Tot i que el xatrac àrtic és similar al xatrac comú i el xatrac rosat, la seva coloració, perfil i vocalitzacions són lleugerament diferents. En comparació amb el xatrac comú, té una cua llarga i un bec monocolor, mentre que les diferències principals respecte al xatrac rosat són el seu color lleugerament més fosc i les ales més llargues. La crida del xatrac àrtic és més nasal i aspra que la del comú, i es pot distingir fàcilment de la del rosat.
Els parents més propers d'aquest ocell són un grup d'espècies del pol sud: el xatrac sud-americà (Sterna hirundinacea), el xatrac de les illes Kerguelen (S. virgata) i el xatrac antàrtic (S. vittata). A l'àrea d'hivernada, és fàcil de distingir el xatrac àrtic dels seus parents; la diferència de sis mesos en el canvi de plomes és el millor indici, car els xatracs àrtics porten el plomatge hivernal durant l'estiu austral. Les espècies meridionals quan volen tampoc no presenten les puntes de les ales negres.

## Reproducció

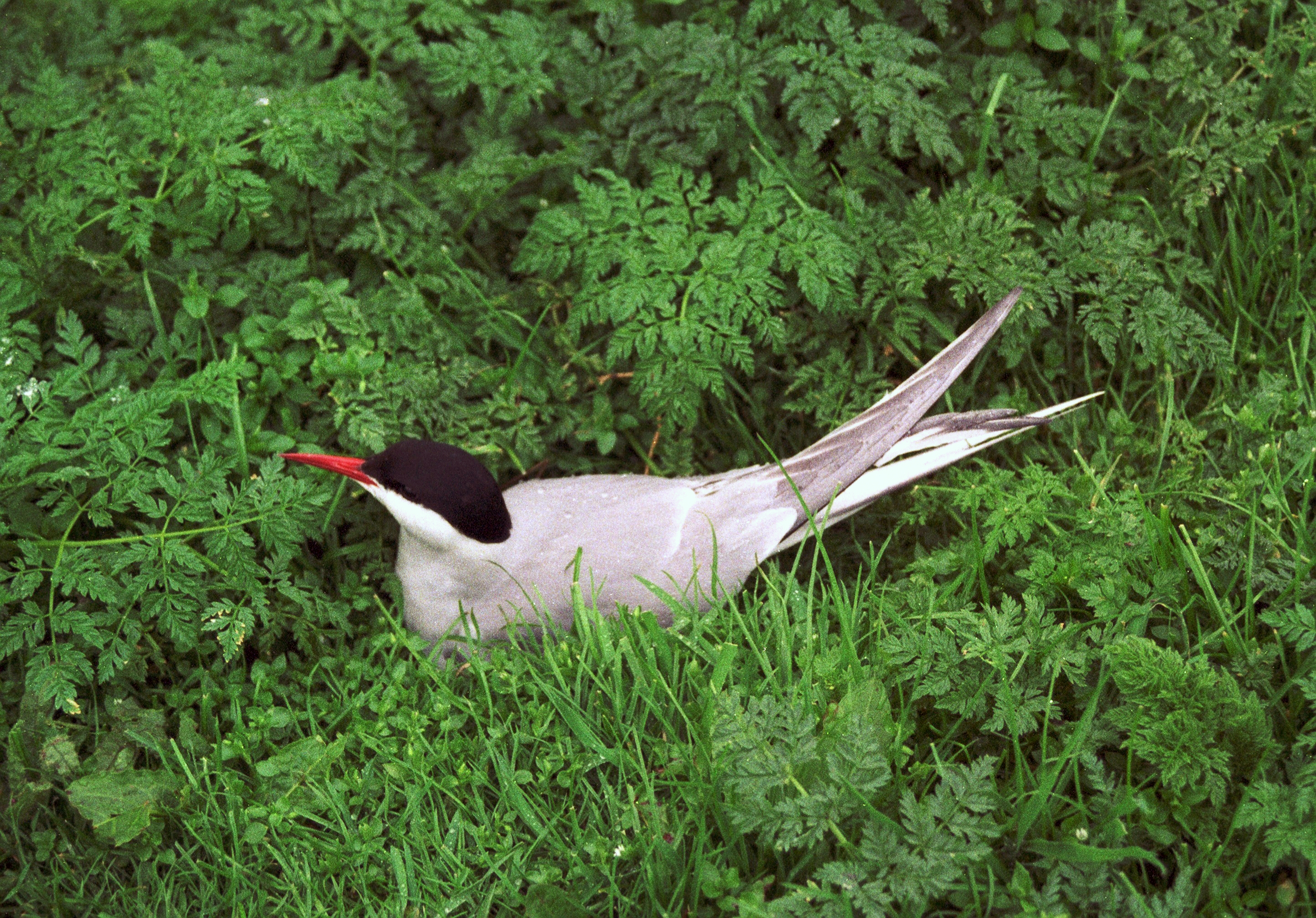
Un xatrac àrtic al seu niu a les illes Farne, Northumberland, Anglaterra.

Els xatracs àrtics s'aparellen amb la mateixa parella tota la vida, i en molts casos tornen a la mateixa colònia cada any. Comencen a aparellar-se als tres o quatre anys. El festeig és elaborat, especialment en ocells que ho fan per primer cop. Comença amb el que s'anomena "alt vol", en què la femella persegueix el mascle fins a una gran altitud i després descendeix lentament; aquest comportament és seguit per "vols de pesca", en què el mascle ofereix peix a la femella. Quan arriba el festeig a terra s'estarrufen lentament amb la cua alçada i les ales abaixades; després d'això, els dos ocells solen volar en cercles l'un al voltant de l'altra.

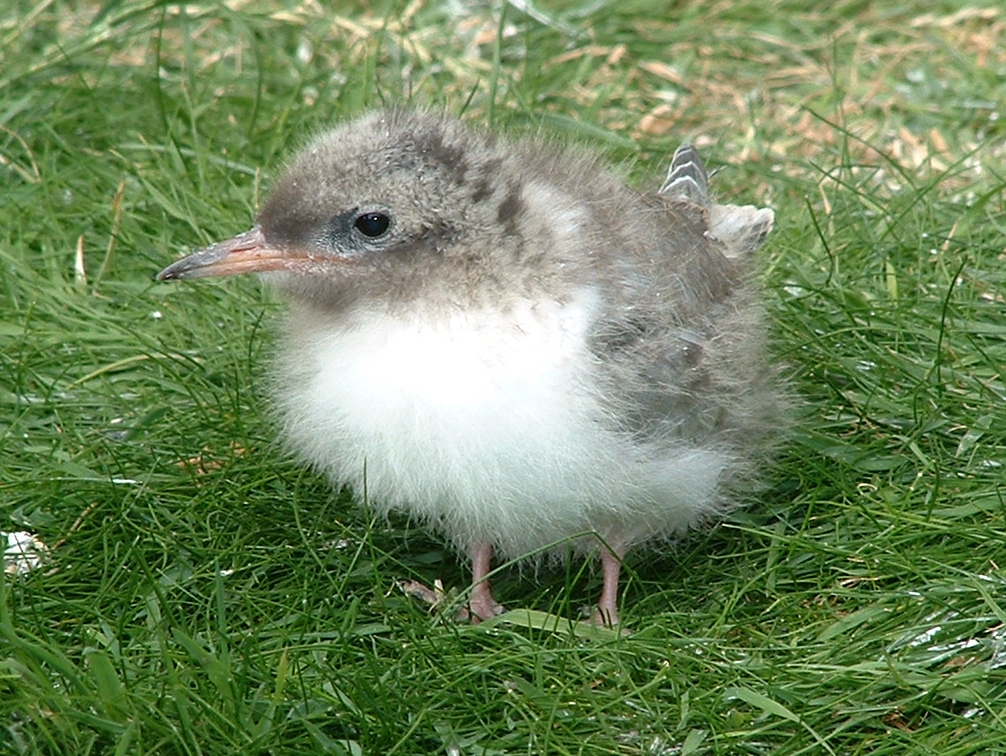
Un pollet de xatrac àrtic a les illes Farne, Northumberland, Anglaterra.

En el seu moment, el mascle i la femella es posen d'acord per triar la ubicació del niu, i ambdós defensen l'indret. Durant aquest temps, el mascle continua alimentant la femella; l'aparellament té lloc poc després. Pel que fa a la reproducció, aquesta té lloc a colònies ubicades a les costes, illes i, a vegades, a la terra ferma de la tundra, sempre que hi hagi aigua a prop; en aquests llocs el xatrac àrtic sol formar bandades mixtes amb el xatrac comú. Quan arriba la posta, la femella produeix entre un i tres ous per llocada, sovint dos.
Es tracta d'un dels xatracs més agressius, i defensa amb ferocitat el seu niu i les seves cries. Ataca humans i predadors grans, picant sovint la coroneta o el darrere del cap. Tot i que és massa petit per causar lesions greus, és capaç de fer sang. Aquesta actitud afavoreix que altres ocells es puguin beneficiar de fer el niu en una zona defensada pels xatracs àrtics.
El niu sol ser una depressió a terra, que pot estar folrada amb trossos d'herba o materials similars. Els ous tenen taquetes i estan camuflats. El mascle i la femella es reparteixen la incubació. Els pollets neixen després de 22-27 dies i plomen després de 21-24 dies. Si els parents són pertorbats i obligats a fugir del niu sovint, el període d'incubació es pot prolongar fins a 34 dies.
Quan surten de l'ou, els pollets tenen plomissol. No són ni altricials ni precoços. Els pollets comencen a moure's i explorar el seu voltant entre un i tres dies després de néixer. No se solen allunyar gaire del niu. Els pollets són covats pels adults durant els primers deu dies de vida, i ambdós pares cuiden dels pollets. La dieta dels menuts sempre inclou peix, i els pares aporten preses més grosses a les seves cries que les que es mengen ells. També s'ha observat que els mascles porten més aliment que les femelles. Aquesta fase en la que els pares alimenten els pollets durant un mes i llavors comencen a encoratjar-los que de manera gradual s'alimentin sols. Després de plomar-se, els exemplars joves aprenen a alimentar-se, amb accions entre les quals s'inclou la difícil tècnica de les capbussades. Quan arriba l'hivern, volen cap al sud amb l'ajut dels seus pares.
Els xatracs àrtics són ocells de gran longevitat que passen un temps considerable criant uns pocs pollets, de manera que es diu que tenen una estratègia reproductiva K. Viuen força anys; la màxima longevitat que es coneix d'un exemplar d'aquesta espècie és de trenta-quatre anys, i no és inusual que arribin als vint anys. Un estudi a les illes Farne estimà una taxa de supervivència anual del 82%.

## Ecologia i comportament
La dieta del xatrac àrtic depèn del lloc i el temps, però sol ser carnívora. En la majoria de casos, s'alimenta de petits peixos o de crustacis marins. Els peixos representen la part més important de la seva dieta, i en termes de biomassa superen qualsevol altre aliment. Les preses són peixos immadurs (1-2 anys) d'aigües superficials com ara l'areng, el bacallà, ammodítids i capelins. Entre els crustacis dels quals s'alimenten, es troben els amfípodes, crancs i krill. A vegades, també s'alimenten de mol·luscs, cucs marins, baies o, a la seva àrea de reproducció boreal, insectes.
A vegades, els xatracs es llancen a la superfície de l'aigua per caçar preses properes a la superfície. Quan s'aparellen, també poden perseguir insectes a l'aire. Sembla que els xatracs àrtics, malgrat la seva petitesa, es dediquen a vegades al cleptoparasitisme, llançant-se en picat contra altres ocells per espantar-los i aconseguir que deixin caure les preses. Per fer-ho, trien certes espècies: altres xatracs (com el xatrac comú), espècies d'àlcids o podicipediformes.
Quan estan als nius, els xatracs són vulnerables a depredació per part de gats i altres animals. El gavià argentat europeu, un ocell més gran, a més de ser un competidor pels indrets on fan la niuada, els roba ous i pollets. El camuflatge dels ous contribueix a evitar això, igual que construir els nius en llocs aïllats. Mentre s'alimenten, els xatracs àrtics poden ser assetjats per estercoràrids, gavines i altres espècies de xatracs, que intenten robar-los el menjar.

## Estat de conservació

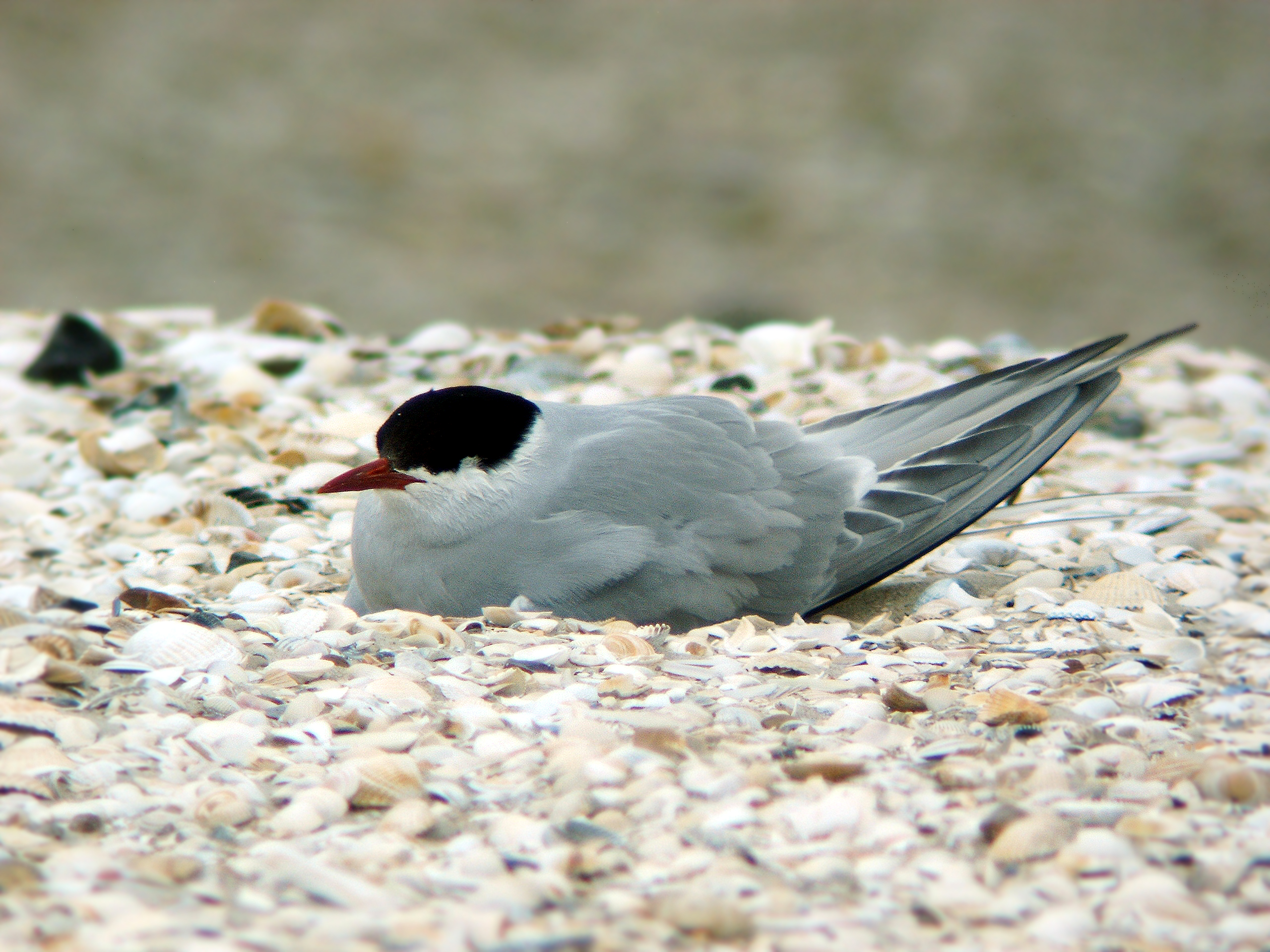
Un xatrac àrtic vist de prop.

En certs estats els xatracs àrtics són considerats espècies amenaçades o vulnerables. També són una de les espècies concernides per l'AEWA. L'espècie entrà en declivi a Nova Anglaterra a finals del segle xix a causa de la caça promoguda per la indústria barretera. Actualment es continuà explotant a l'oest de Groenlàndia, on l'espècie ha esdevingut molt més rara des de la dècada del 1950.
A la zona més meridional del seu àmbit de distribució, les poblacions de xatrac àrtic s'han anat reduint. Gran part d'això es deu a la manca d'aliment. Tanmateix, la distribució de gran part d'aquests ocells s'estén per zones molt remotes, i no sembla haver-hi cap tendència de minva en la població global.
Des del 1988, Birdlife International cataloga l'espècie en un nivell de baix risc, i s'estima una població mundial d'aproximadament un milió d'individus.

## Filatèlia
El xatrac àrtic ha aparegut en segells de diversos països i dependències. Són exemples de dependències les illes Åland, Alderney i les illes Fèroe. Entre els països, hi ha el Canadà, Finlàndia, Islàndia i Cuba.